# Петко Леонидов Търпанов
Петко Леонидов Търпанов е член на ръководството на възстановената след 1989 г. Българска социалдемократическа партия и народен представител от VII велико народно събрание, предложен от Съюза на демократичните сили (СДС).

## Биография
Търпанов е роден на 17 март 1951 г. в град Плевен. Потомствен социалдемократ. Дядо му Петко Търпанов, на когото е кръстен, е сред лидерите на Българската работническа социалдемократическа партия (обединена) и член на нейния Централен комитет от 1928 до 1933 г.
Петко Леонидов Търпанов завършва Висшия машинно-електротехнически институт „Ленин“ и работи като началник отдел в Тютюневия комбинат „Пирин“ в Благоевград.
През 1997 г. служебният кабинет на Стефан Софиянски назначава Петко Търпанов за заместник-директор на „Булгартабак Холдинг“, а по-късно става председател на Търговско-промишлената палата в Благоевград. Докато е член на ръководството на тютюневия холдинг, името на Търпанов в медиите е обвързвано с различни сделки за източване на дружеството.

### Политическа кариера
През 1989 г. Петко Търпанов е сред възстановителите на Българската социалдемократическа партия (БСДП) и член на нейния Централен комитет.
Депутат във VII великото народно събрание от 1 многомандатен избирателен район – Благоевград, издигнат от СДС. Взема участие в разработването на Закона за стопанска дейност и на Закона за собствеността.
Петко Търпанов е единственият депутат от БСДП, който участва в гладната стачка от 39та депутати от СДС, отказали да подпишат новата конституция. Именно Търпанов е натоварен от тридесет и деветимата сини народни представители да прочете от парламентарната трибуна тяхната декларация. Политическите противоречия около Конституцията водят до разцепление в БСДП като Иван Куртев, Петко Търпанов и Крум Славов оглавяват групата за сътрудничество със СДС. През 1991 г. Куртев е избран за председател, а останалите двама – за заместник-председатели на новата Социалдемократическа партия в СДС. Поста на заместник председател Петко Търпанов заема до 1995 г., а през 1996 г. взема участие в работата на Социалистическия интернационал в Ню Йорк. След избирането му в борда на „Булгартабак холдинг“ той прекратява активно да се занимава с политика.

## Сътрудничество на Държавна сигурност
През 2007 г. Комисията по досиетата обявява принадлежността на Петко Търпанов към комунистическите служби за сигурност, за които работи от 1977 до 1985 г. като агент „Иванов“.